# Politique dans le Cantal
Le département français du Cantal est un département créé le 4 mars 1790 en application de la loi du 22 décembre 1789, à partir de l'ancienne province d'Auvergne. Les 246 actuelles communes, dont presque toutes sont regroupées en intercommunalités, sont organisées en 15 cantons permettant d'élire les conseillers départementaux. La représentation dans les instances régionales est quant à elle assurée par 4 conseillers régionaux. Le département est également découpé en 2 circonscriptions législatives, et est représenté au niveau national par deux députés et deux sénateurs.

## Représentation politique et administrative

### Préfets et arrondissements

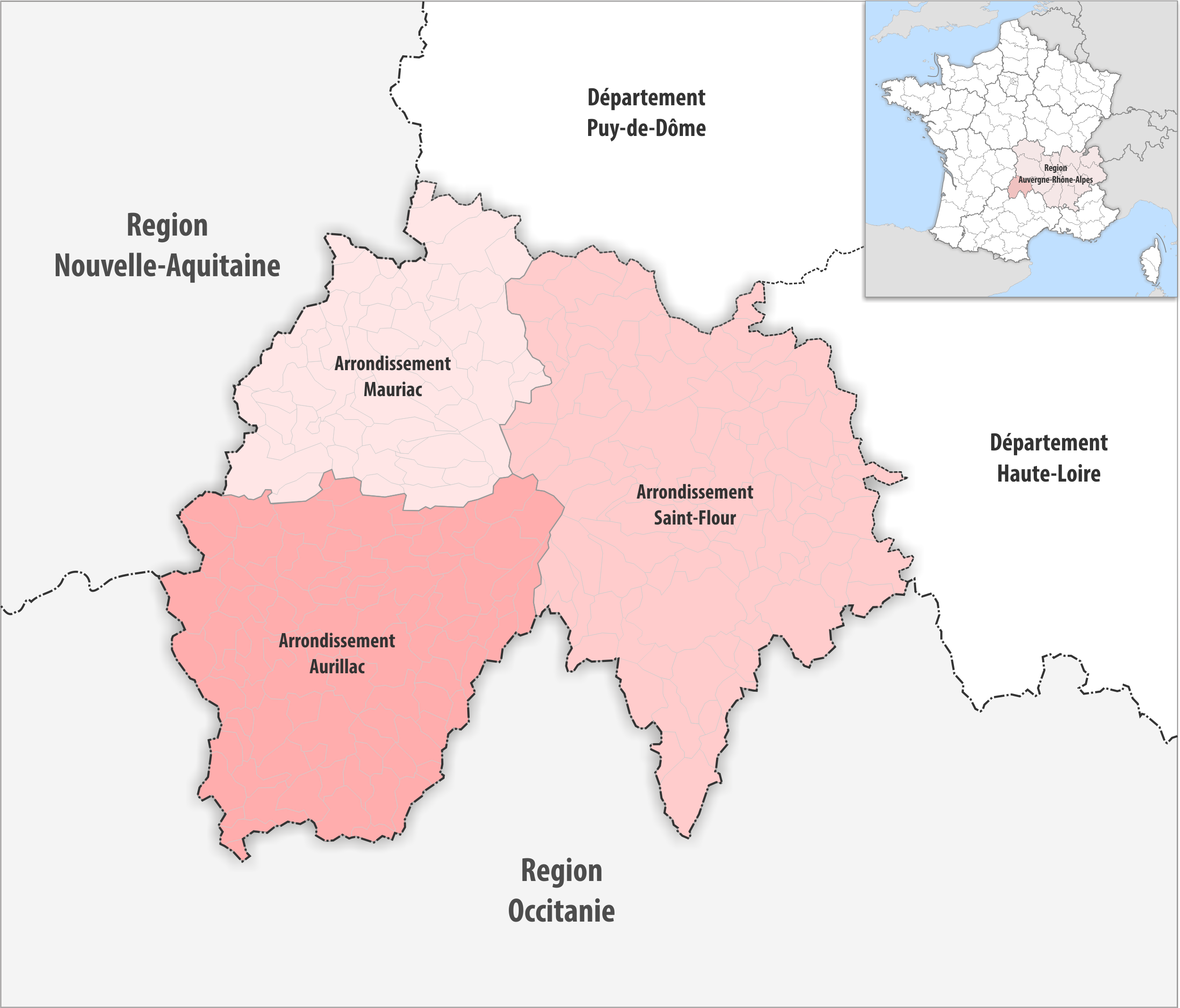
Arrondissements

La préfecture du Cantal est localisée à Aurillac. Le département possède en outre deux sous-préfectures à Mauriac et Saint-Flour. Jusqu'en 1926, une sous-préfecture supplémentaire était située à Murat.

### Députés et circonscriptions législatives

Circonscriptions et affiliations à l'issue des élections de 2024.

| Circ. | Nom             |  | Parti | Groupe              | Suppléant           |
| ----- | --------------- |  | ----- | ------------------- | ------------------- |
| 1re   | Vincent Descœur |  | DVD   | Droite républicaine | Isabelle Lantuejoul |
| 2e    | Jean-Yves Bony  |  | LR    | Droite républicaine | Marina Besse        |

### Sénateurs
| Nom               |  | Parti | Groupe           | Autres mandats (passés ou actuels) |
| ----------------- |  | ----- | ---------------- | ---------------------------------- |
| Stéphane Sautarel |  | LR    | Les Républicains |                                    |
| Bernard Delcros   |  | UDI   | Union centriste  |                                    |

### Conseillers départementaux

Cantons et affiliations à l'issue des élections de 2021.

| Canton                 | Conseiller Sortant       | Parti | Parti | Conseiller Elu           | Parti | Parti |
| ---------------------- | ------------------------ | ----- | ----- | ------------------------ | ----- | ----- |
| Arpajon-sur-Cère       | Vincent Descœur          |       | LR    | Vincent Descœur          |       | LR    |
| Arpajon-sur-Cère       | Isabelle Lantuejoul      |       | LR    | Isabelle Lantuejoul      |       | LR    |
| Aurillac-1             | Jamal Belaïdi            |       | LR    | Jamal Belaïdi            |       | LR    |
| Aurillac-1             | Sylvie Lachaize          |       | LR    | Sylvie Lachaize          |       | LR    |
| Aurillac-2             | Martine Besombes         |       | LR    | Pierre Mathonier         |       | PS    |
| Aurillac-2             | Jean Antoine Moins       |       | LR    | Valérie Rueda            |       | DVG   |
| Aurillac-3             | Alain Calmette           |       | LREM  | Stéphane Fréchou         |       | EÉLV  |
| Aurillac-3             | Josiane Costes           |       | MR    | Magali Maurel            |       | PS    |
| Mauriac                | Jean-Yves Bony           |       | LR    | Jean-Yves Bony           |       | LR    |
| Mauriac                | Marie-Hélène Chastre     |       | DVD   | Marie-Hélène Chastre     |       | DVD   |
| Maurs                  | Dominique Beaudrey       |       | LR    | Dominique Beaudrey       |       | LR    |
| Maurs                  | Cédric Faure             |       | DVD   | Florian Morelle          |       | DVD   |
| Murat                  | Bernard Delcros          |       | UDI   | Aurélie Bresson          |       | DVD   |
| Murat                  | Ghyslaine Pradel         |       | DVD   | Gilles Chabrier          |       | DVD   |
| Naucelles              | Bruno Faure              |       | LR    | Bruno Faure              |       | LR    |
| Naucelles              | Marie-Hélène Roquette    |       | LR    | Marie-Hélène Roquette    |       | LR    |
| Neuvéglise-sur-Truyère | Céline Charriaud         |       | DVD   | Céline Charriaud         |       | DVD   |
| Neuvéglise-sur-Truyère | Jean-Jacques Monloubou   |       | DVD   | Jean-Jacques Monloubou   |       | DVD   |
| Riom-ès-Montagnes      | Valérie Cabecas Roquier  |       | LR    | Valérie Cabecas Roquier  |       | LR    |
| Riom-ès-Montagnes      | Charles Rodde            |       | DVD   | Jean Mage                |       | DVD   |
| Saint-Flour-1          | Didier Achalme           |       | LR    | Didier Achalme           |       | LR    |
| Saint-Flour-1          | Aline Hugonnet           |       | DVD   | Marina Besse             |       | DVD   |
| Saint-Flour-2          | Christiane Meyroneinc    |       | PS    | Sophie Bénézit           |       | DVD   |
| Saint-Flour-2          | Gérard Salat             |       | PS    | Christophe Vidal         |       | UDI   |
| Saint-Paul-des-Landes  | Patricia Benito          |       | PRG   | Gilles Combelle          |       | DVD   |
| Saint-Paul-des-Landes  | Michel Cabanes           |       | PRG   | Valérie Semeteys         |       | DVD   |
| Vic-sur-Cère           | Annie Delrieu-Tourtoulou |       | LR    | Annie Delrieu-Tourtoulou |       | LR    |
| Vic-sur-Cère           | Philippe Fabre           |       | LR    | Philippe Fabre           |       | LR    |
| Ydes                   | Daniel Chevaleyre        |       | MR    | Alain Delage             |       | DVD   |
| Ydes                   | Mireille Leymonie        |       | DVD   | Mireille Leymonie        |       | DVD   |

### Conseillers régionaux
Présidence : Fabrice PANNEKOUCKE ( Savoie )
|            | Parti       | Siège |
| ---------- | ----------- | ----- |
| Majorité   |             |       |
|            | LR          | 3     |
|            | UDI         | 1     |
| Opposition |             |       |
|            | Aucun siège |       |

### Maires

Carte des 246 communes du Cantal au 1er janvier 2022.

| Commune          | Maire               |  | Parti | Élection | Population |
| ---------------- | ------------------- |  | ----- | -------- | ---------- |
| Arpajon-sur-Cère | Isabelle Lantuéjoul |  | LR    | 2020     | 6 313      |
| Aurillac         | Pierre Mathonier    |  | PS    | 2013     | 25 703     |
| Saint-Flour      | Philippe Delort     |  | DVD   | 2020     | 6 451      |